# Antonia Arslan
Antonia Arslan (1938, Padua) es una antropóloga, profesora y escritora italiana de familia armenia. 

## Biografía
Tras graduarse en Antropología, impartió literatura en la universidad de su ciudad natal. Aunque ha publicado numerosos ensayos, tan solo ha escrito dos novelas: La masseria delle allodole, publicada en 2004, y su secuela, La Strada di Smirne, de 2009. La primera parte, ambientada en 1915 y basada en el reencuentro familiar y en un amor prohibido con el trasfondo del conflicto político entre los armenios y los turcos, fue adaptada al cine tres años después de su publicación por los hermanos Paolo y Vittorio Taviani, contando con la colaboración de la autora.

## Obra
- Dame, droga e galline. Il romanzo popolare italiano fra Ottocento e Novecento. Cleup, 1977.
- Dame, galline e regine. La scrittura femminile italiana fra '800 e '900. Guerini e Associati, 1999.
- La masseria delle allodole. Rizzoli, 2004 (deutsch Das Haus der Lerchen)
- La strada di Smirne. Rizzoli, 2009.
- Il cortile dei girasoli parlanti, Piemme, 2011. ISBN 9788856619737
- Il libro di Mush, Skira narrativa, 2012. ISBN 9788857211510
- Il calendario dell'avvento, Piemme, 2013. ISBN 9788856631098
- Il rumore delle perle di legno, Rizzoli, 2015. ISBN 9788858679050